# Sandis Prūsis
 Sandis Prūsis, né le 24 octobre 1965 à Ventspils, est un bobeur letton.

## Palmarès

### Coupe du monde
- 11 podiums[N 1] : 
  - en bob à 2 : 2 deuxièmes places.
  - en bob à 4 : 2 victoires, 5 deuxièmes places et 2 troisièmes places.

#### Détails des victoires en Coupe du monde
| Édition   | Bob à 2 | Bob à 4                      |
| 2002-2003 |         | Cortina d'Ampezzo Winterberg |